# Woody Island (Western Australia)
Woody Island är en ö i Australien. Den ligger i delstaten Western Australia, omkring 620 kilometer öster om delstatshuvudstaden Perth. Arean är 2,0 kvadratkilometer. Den sträcker sig 1,8 kilometer i nord-sydlig riktning, och 2,3 kilometer i öst-västlig riktning.
Genomsnittlig årsnederbörd är 845 millimeter. Den regnigaste månaden är juli, med i genomsnitt 142 mm nederbörd, och den torraste är februari, med 12 mm nederbörd.